# Aartsbisdom Saint-Boniface
Het aartsbisdom Saint-Boniface (Latijn: Archidioecesis Sancti Bonifacii) is een rooms-katholiek aartsbisdom met als zetel St. Boniface, in Canada. De aartsbisschop van Saint-Boniface is metropoliet van de kerkprovincie Saint-Boniface, waartoe geen suffragane bisdommen behoren.

## Geschiedenis
Het aartsbisdom werd opgericht op 16 april 1844, als het apostolisch vicariaat North-West, uit delen van het aartsbisdom Quebec. Op 4 juni 1847 werd het verheven tot bisdom en werd suffragaan aan het aartsbisdom Quebec. Op 7 december 1851 veranderde het van naam naar bisdom Saint-Boniface. Op 22 september 1871 werd het verheven tot metropolitaan aartsbisdom. 

## Parochies
Het aartsbisdom had in 2020 een oppervlakte van 38.200 km2 en telde 482.948 inwoners waarvan 24,3% rooms-katholiek was.

## Ordinarii

### Bisschoppen
- Joseph Norbert Provencher (16 april 1844 - 7 juni 1853)

### Aartsbisschoppen
- Alexandre Antonin Taché (7 juni 1853 - 21 juni 1894; coadjutor sinds 14 juni 1850)
  - Vital-Justin Grandin (coadjutor: 11 december 1857 - 22 september 1871)
- Louis Philip Adélard Langevin (8 januari 1895 - 15 juni 1915)
- Arthur Béliveau (9 november 1915 - 14 september 1955; hulpbisschop sinds 24 mei 1913)
  - Emile Yelle (coadjutor: 21 juli 1933 - 24 mei 1941)
  - Georges Cabana (coadjutor: 24 mei 1941 - 29 januari 1952)
- Maurice Baudoux (14 september 1955 - 7 september 1974; coadjutor sinds 4 maart 1952)
- Antoine Hacault (7 september 1974 - 13 april 2000; hulpbisschop sinds 30 juli 1964, coadjutor sinds 28 oktober 1972)
- Émilius Goulet (23 juni 2001 - 3 juli 2009)
- Albert LeGatt (3 juli 2009 - heden)

## Galerij van afbeeldingen

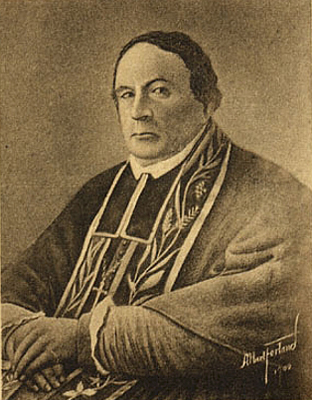
Bisschop Joseph Provencher
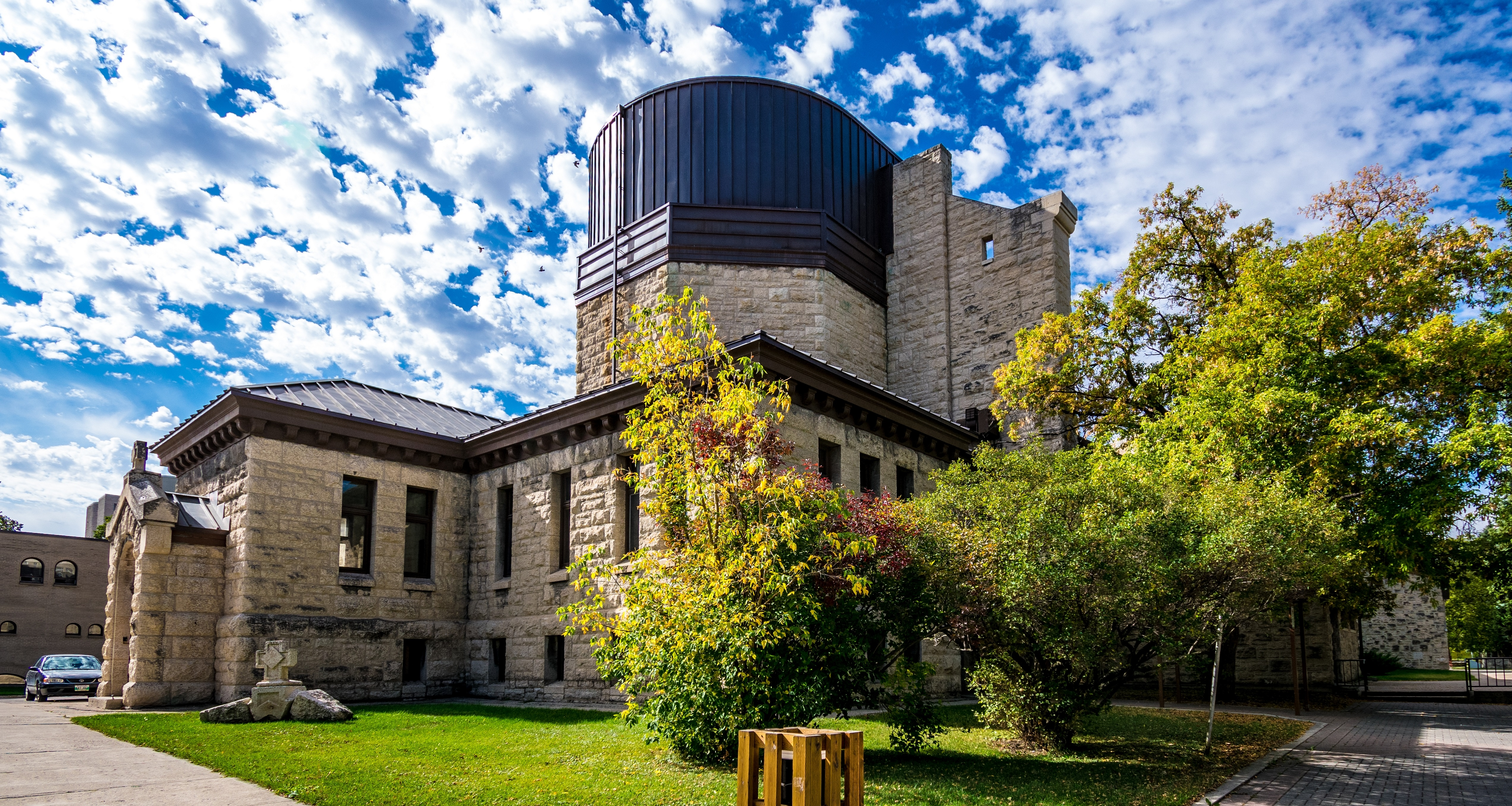
Kathedraal van Saint-Boniface vanuit het noorden in 2017
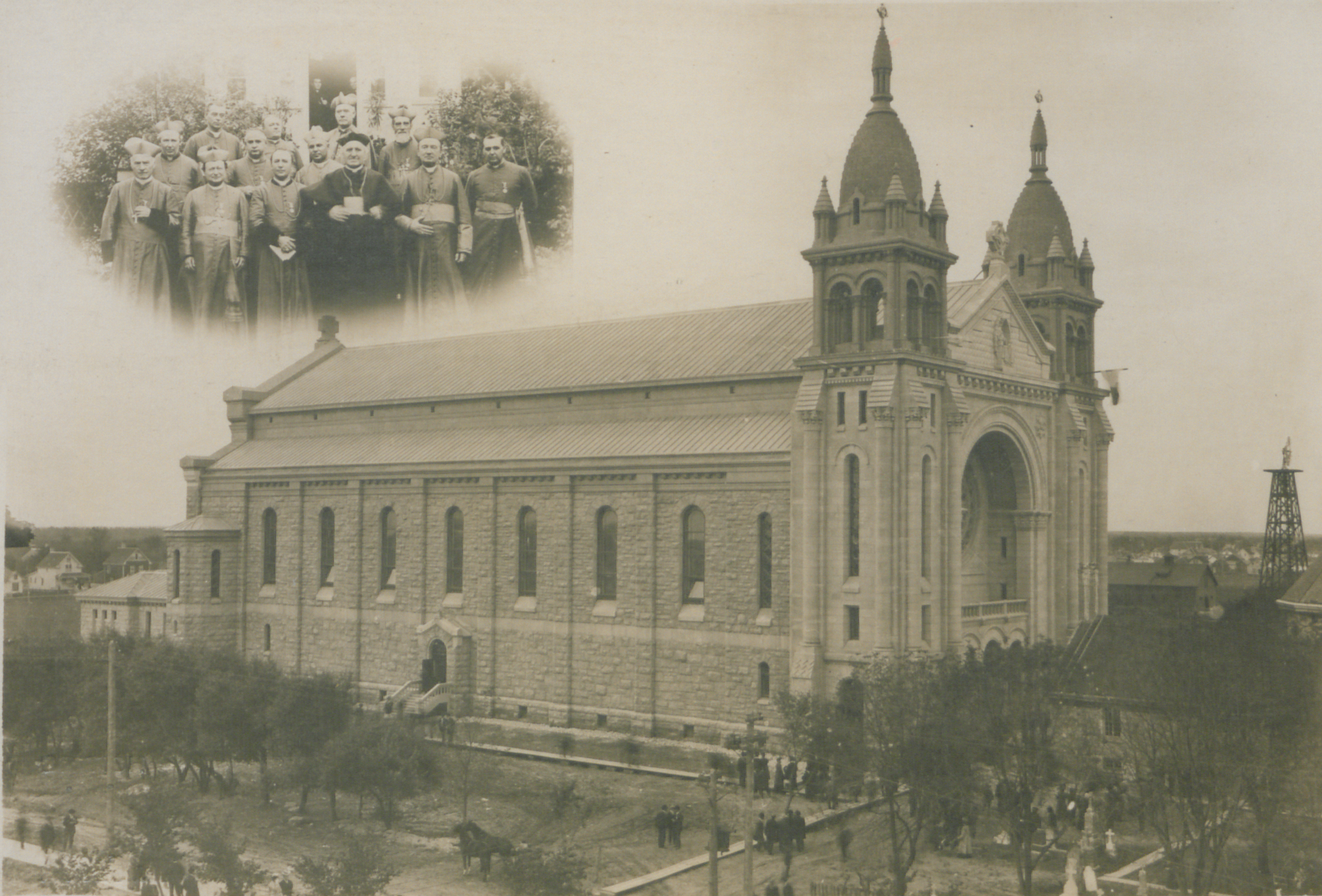
Oude kathedraal in 1908